# Nuuk IL
Nuuk Idraetslag (Nuuk IL, NIL) – grenlandzki klub sportowy z siedzibą w Nuuk, założony w 1934 roku. Posiada sekcję piłki nożnej mężczyzn i kobiet oraz sekcję piłki ręcznej. Wszystkie sekcje uczestniczą w krajowych mistrzostwach.

## Osiągnięcia

### Sekcja piłki nożnej mężczyzn
- Mistrz Grenlandii (6 razy): 1954/55, 1981, 1985, 1986, 1990, 1997
- Wicemistrzostwo Grenlandii (2 razy): 1978, 1998
- III miejsce Mistrzostw Grenlandii (4 razy): 1984, 1989, 1994, 2013

### Sekcja piłki nożnej kobiet
- Mistrz Grenlandii (4 razy): 2001, 2002, 2004, 2005
- Wicemistrzostwo Grenlandii (4 razy): 1997, 1998, 1999, 2003

### Sekcja piłki ręcznej
- Mistrz Grenlandii (11 razy):  1978, 1991, 1994, 1995, 1996, 1997, 1998, 1999, 2001, 2002, 2004

## Bilans sezon po sezonie

### XXI wiek

#### Sekcja piłki nożnej mężczyzn
| Sezon | Liga                   | Miejsce     |
| ----- | ---------------------- | ----------- |
| 2001  | Angutit Inersimasut GM | 4           |
| 2002  | Angutit Inersimasut GM | 7           |
| 2003  | Midt Grønland          | 3           |
| 2004  | Angutit Inersimasut GM | 6           |
| 2005  | brak danych            | brak danych |
| 2006  | brak danych            | brak danych |
| 2007  | brak danych            | brak danych |
| 2008  | Midt Grønland          | 4           |
| 2009  | Angutit Inersimasut GM | 6           |
| 2010  | Angutit Inersimasut GM | 4           |
| 2011  | Midt Grønland          | 3           |
| 2012  | brak danych            | brak danych |
| 2013  | Angutit Inersimasut GM | 3           |
| 2014  | Angutit Inersimasut GM | 6           |
| 2015  | Midt Grønland          | 4           |
| 2016  | Midt Grønland          | 2           |
| 2017  | Midt Grønland          | 4           |

Etap rozgrywek:
     etap finałowy
     etap regionalny